# Камень (Кролевецкий район)
Камень (укр. Камінь) — село,
Каменский сельский совет,
Конотопский район,
Сумская область,
Украина.
Код КОАТУУ — 5922684401. Население по переписи 2001 года составляло 879 человек .
Является административным центром Каменского сельского совета, в который, кроме того, входят сёла
Зарудье и
Морозовка.

## Географическое положение
Село Камень находится на правом берегу реки Сейм в месте впадения в неё реки Клевень, а также в месте впадения в Клевень реки Локня.
Выше по течению Сейма на расстоянии в 4 км расположено село Литвиновичи,
ниже по течению на расстоянии в 3 км расположено село Мутин.
На расстоянии в 1,5 км расположено село Морозовка.
Река Сейм в этом месте извилистая, образует лиманы, старицы и заболоченные озёра.
Рядом проходит автомобильная дорога Т-1911.

## История
- Вблизи села Камень обнаружено поселение бронзового, раннего железного века, раннего развитого и позднего средневековья.
- Село Камень основано в первой половине XVII века.
- До 1648 года селом владел магнат П. Писочинский, позже оно входило в состав Глуховской сотни Нежинского полка.
- В 1664 году село приписано к гетманскому двору.

## Объекты социальной сферы
- Детский сад.
- Школа.

## Достопримечательности
- В селе находится геологический заказник местного значения «Каменские песчаники».

## Галерея

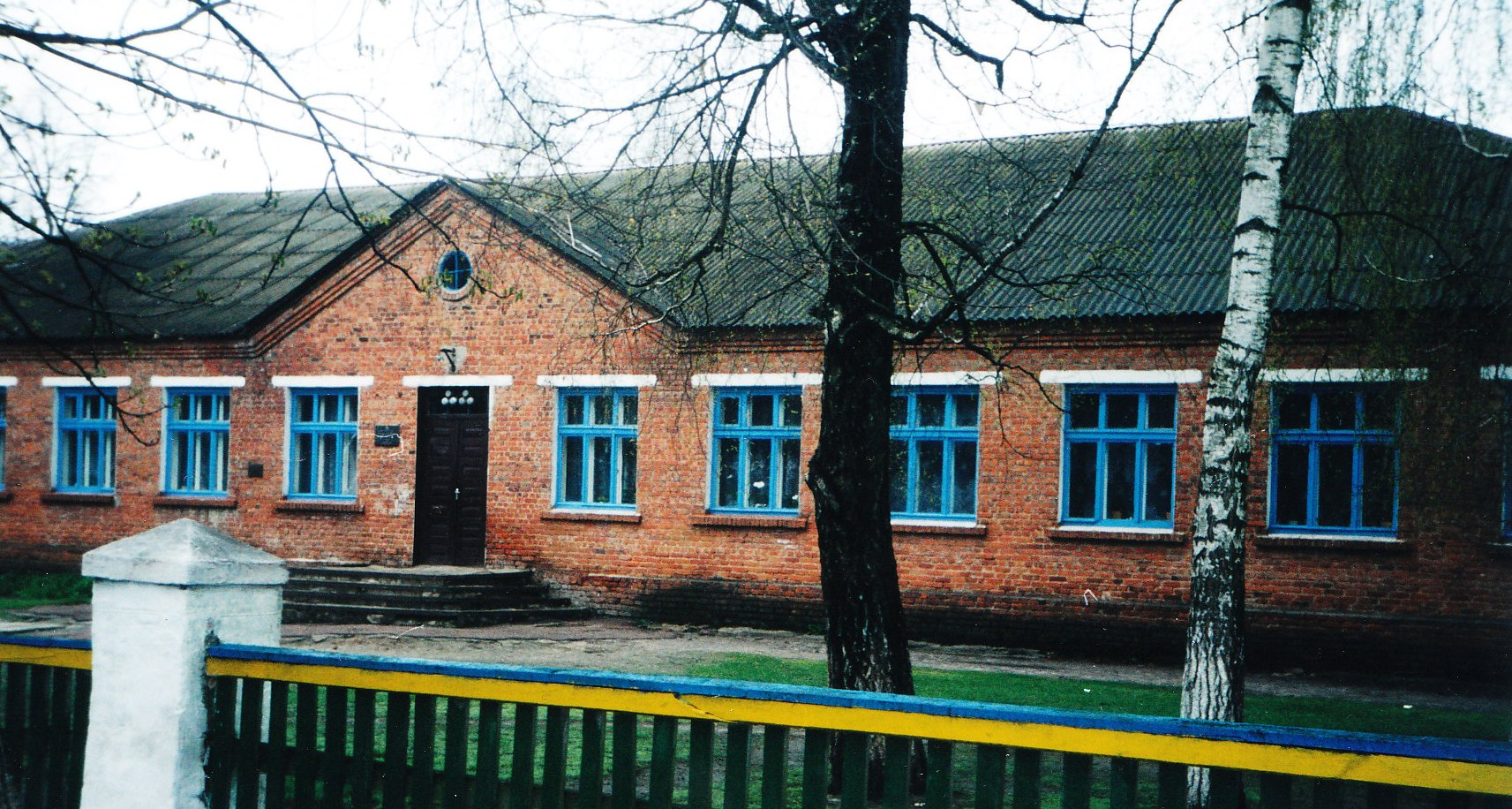
Школа
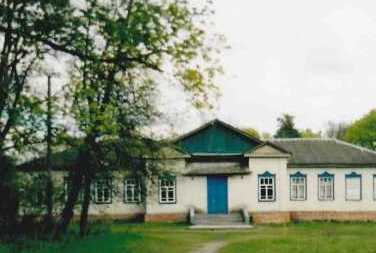
Дом культуры

## Археология
Между селами Мутин и Камень на правом берегу реки Сейм в 2009 году нашли компактный могильник рубежа эр с 14 богатыми трупосожжениями в урнах. Погребения относят к фазе А3 пшеворской культуры (примерно одновременной фазе Латен D2). Выше могильника на одном из мысов нашли небольшое городище, отдалённое с напольной стороны высоким крутым валом. В шурфах на площадке городища встречены находки скифского периода и роменской культуры.